# 프리미티브 테크놀로지
프리미티브 테크놀로지(영어: Primitive Technology)는 존 플랜트(영어: John Plant)가 운영하는 유튜브 채널이다. 현대의 기술을 일절 사용하지 않고 자연에 있는 것만으로 도구, 집 등을 만든다. 2015년 5월 2일에 첫 영상을 올리고, 2022년 8월 기준으로 1000만 명 이상의 구독자와 10억 이상의 조회수를 얻었다.

## 주제
선사 시대의 기술만을 이용해 도구나 집을 만드는 방법을 알려준다. 블로그에서 설명한 바에 따르면, "현대의 도구나 재료를 사용하지 않는다"고 한다. 영상 중에는 반바지만 입고 아무 말도 하지 않으며 묵묵히 진행한다. 설명은 유튜브 자막으로 볼 수 있다. 유튜브의 커뮤니티 자막 기능이 없어지기 전에는 한국어 번역 자막도 있었지만 지금은 영어 자막과 시청자에게 받은 자막만 존재한다.